# وان‌ریپابلیک
وان‌ریپابلیک (به انگلیسی: OneRepublic) یک گروه موسیقی آمریکایی در سبک راک است، و تاریخ شکل‌گیری‌اش به سال ۲۰۰۲ میلادی برمی‌گردد. رایان تدر و زک فیلکینز دو عضو این گروه بودند که تصمیم به تشکیل یک گروه موسیقی دادند و پس از مدتی درو براون نیز به این گروه اضافه شد.اولین آلبوم این گروه در سال ۲۰۰۷ با نام "Dreaming Out Loud" بود که توسط کمپانی مازلی میوزیک گروپ منتشر شد.اولین آهنگ از اولین آلبوم استدیویی این گروه با نام "Apologize" که در واقع این گروه با همین آهنگ مشهور شدند.این آهنگ در هفته اول نزدیک به ده هزار نسخه به فروش رفت.چندی بعد ریمیکس این آهنگ با همکاری تیمبالند ساخته شد که مقام اول را در شانزده کشور بدست آورد و نزدیک به ده میلیون نسخه از این آهنگ دانلود شد.وان‌ریپابلیک برای همین آهنگ نامزد جایزه گرمی شد اما نتوانست برنده شود.آلبوم "Dreaming Out Loud" عنوان طلا را در کشور های اتریش, استرالیا و کانادا بدست آورد.دومین آلبوم این گروه که در سال ۲۰۰۹ منتشر شد، "Waking Up" نام داشت که آهنگ "All the Right Moves" از این آلبوم در بین ده آهنگ برتر در کشور های ایرلند, نیوزلند و سوئیس شد و مقام بیستم را در بیلبورد ۱۰۰ بدست آورد.

## آلبوم‌ها
- Dreaming Out Loud - ۲۰۰۷
- Waking Up - ۲۰۰۹
- ۲۰۱۳ - Native
- ۲۰۱۶ - Oh My My
- Human - ۲۰۲۱
- Artificial Paradise- ۲۰۲۴